# Duck Creek (Maumee River)
Der Duck Creek (englisch für „Enten-Bach“) ist ein etwa fünf Kilometer langer Bach im Osten von Toledo, Ohio.
Er beginnt am Hecklinger Pond, einem kleinen Teich an der Interstate 280. Zuerst durchfließt er den Ravine Park und kurz darauf den Collins-Park-Golfplatz. Danach verlässt er die Wohngebiete und erreicht die Hafenanlagen von Toledo, wo er in den Maumee River mündet. Der Duck Creek ist der letzte Nebenfluss des Maumee Rivers vor dessen Mündung in den Eriesee.
Der Unterlauf des Duck Creeks bildet teilweise die Grenze von Toledo zur Nachbarstadt Oregon. Die Duck and Otter Creeks Partnership bemüht sich um die Verbesserung des Lebensraums am Duck Creek und dem benachbarten Otter Creek. Eine Wiederherstellung des Feuchtgebietes im Ravine Park begann 2006.